# Grafschaft (Svizzera)
Grafschaft (toponimo tedesco) è stato un comune svizzero del Canton Vallese, nel distretto di Goms.

## Storia
Il comune di Grafschaft è stato istituito il 1° gennaio 2000 con la fusione dei comuni soppressi di Biel, Ritzingen e Selkingen e soppresso nel 2016; dal 2017 è stato aggregato agli altri comuni soppressi di Blitzingen, Münster-Geschinen, Niederwald e Reckingen-Gluringen per formare il nuovo comune di Goms.

## Società

### Evoluzione demografica
L'evoluzione demografica è riportata nella seguente tabella:
Abitanti censiti